# Kádár Béla (festő)
Kádár Béla, született Klug Béla (Budapest, 1877. június 14. – Budapest, 1956. január 22.) magyar festő. A 20. századi magyar avantgárd sajátos képviselője.

## Élete, munkássága

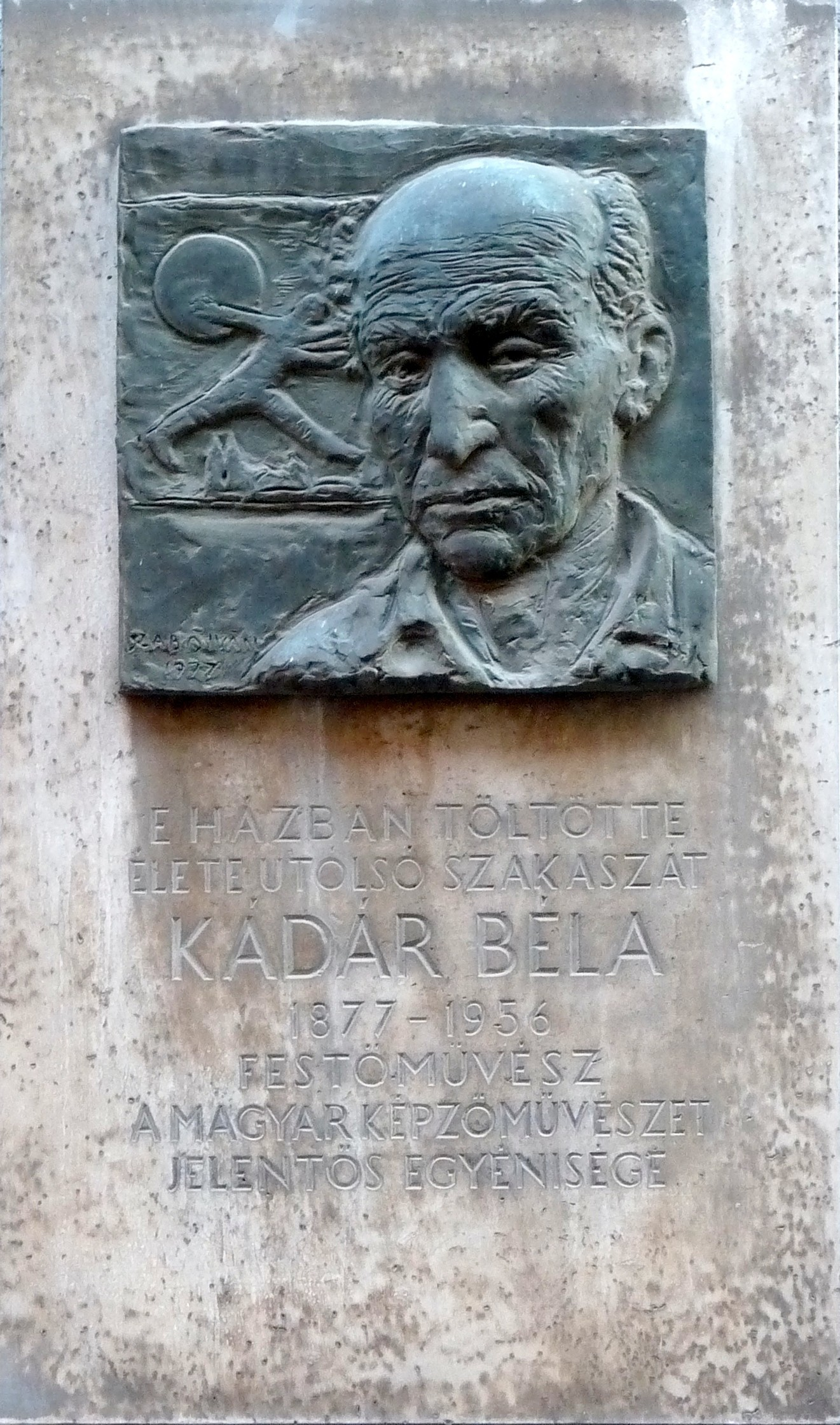
Emléktáblája egykori lakhelyén (Bródy Sándor u. 17)

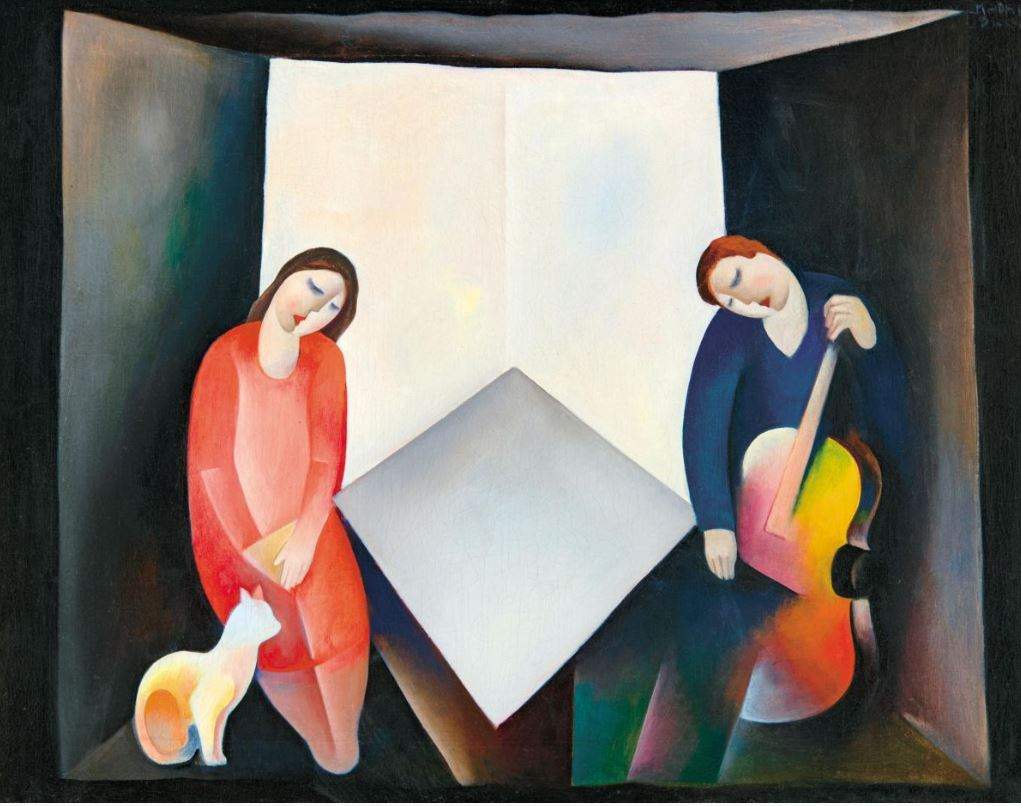

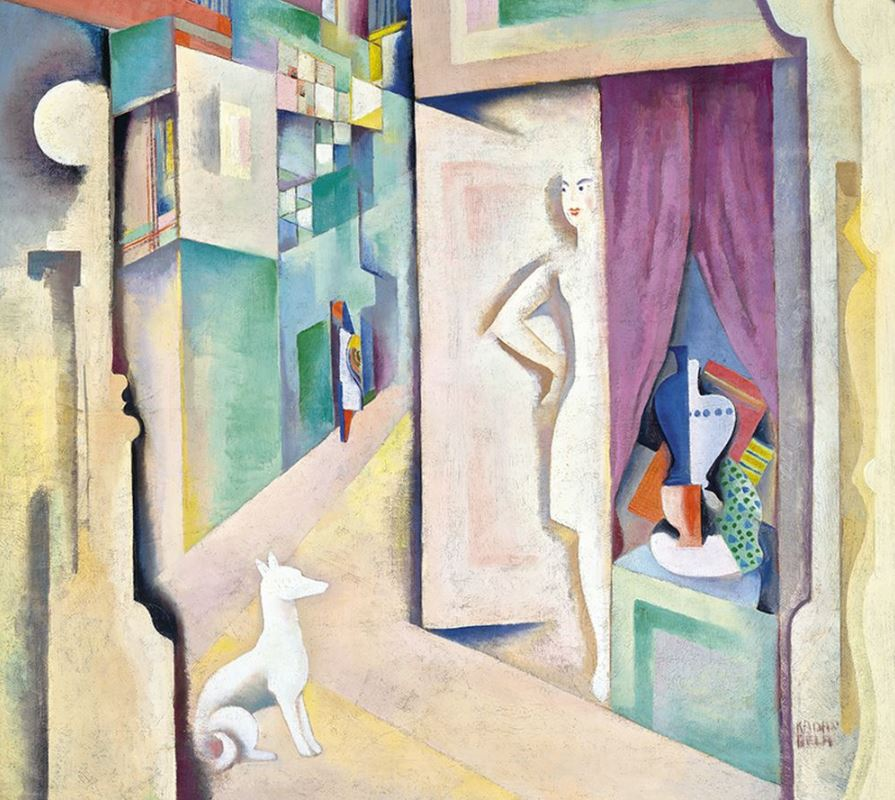

Klug Mihály szűcs és Blüh Rozália fia. Szegény zsidó család gyermekeként látta meg a napvilágot, kétnyelvű (német és magyar) környezetben nőtt fel. A hat elemi után kitanulta a vasesztergályos szakmát. Húszévesen gyalogosan nekivágott Európának, megismerkedett Európa nagy városaival (München, Párizs), s ekkor határozta el, hogy festő lesz.
1899-ben, 22 évesen kezdte meg képzőművészeti tanulmányait a budapesti Iparrajziskolában, 1902/03-as tanévtől a Mintarajztanodában tanult Balló Ede irányítása mellett. 1904-ben Münchenben és Budapesten szabad iskolákba járt. Már 1906-tól szerepeltek rajzai, pasztelljei a Műcsarnok és a Nemzeti Szalon időszakos kiállításain. 1911-ben ösztöndíjjal dolgozott a szolnoki művésztelepen.
Festői pályájának kezdetét az útkeresés jellemezte, Iványi-Grünwald Béla és a neósok mellett Rippl-Rónai József enteriőr képeinek kompozíciós megoldásai és színvilága hatott munkásságára. Figyelt a budapesti nemzetközi kiállításokon megjelenő képekre is, a Nabis-csoport képei és a posztimpresszionisták festés módja keltette fel érdeklődését.
Rózsa Miklós művészeti íróval életre szóló barátságot kötött, az ő Művészházában számos kiállítási lehetőséghez és munkalehetőséghez jutott. Nemes Marcell ezerkoronás díjjal jutalmazta a Művészház Rózsa utcai palotájához készített faliképterveket. A Nyolcak eredményeit is figyelemmel kísérte, főleg a Paul Cezanne hatások irányvonalát.
Az 1910-es években a Százados úti művésztelep egyik műtermében dolgozott. 1914-ben Vágó László tervei alapján átépítették és felújították a Magyar Színházat, ebben a mennyezeti freskó elkészítésére Kádár Béla kapott megbízást (azóta elpusztult). Az Erzsébet Sósfürdő falfestményeit is ő készítette 1918-ban (azóta elbontva). Az első világháború végén önálló kiállításai voltak az Ernst Múzeumban és a Műterem Galériában.
Az aktivizmus irányvonalának fórumaival kapcsolatba kerülve az expresszionizmus hatása alá került. Expresszionista műveivel 1921-ben Scheiber Hugóval közösen volt kiállítása Bécsben. 1922-ben a budapesti Belvederében mutatkozott be, s Hevesy Iván kötet írt művészetéről. 1923 és 1924-ben már a német expresszionizmus legjelentősebb kiállítóhelyén, a berlini Der Sturm galériájában lettek kiállítva képei. Önálló bemutatkozását követően Herwarth Walden több csoportos kiállításra hívta meg, így 1928-ban az USA-ban mutatkozhatott be, oda is utazott.
Az 1930-as években hatása alá került az olasz Novecento és az ennek megfelelő hazai római iskola neoklasszicista irányvonalának, klasszicizáló formajegyekkel gazdagított art deco stílusban festette figurális kompozícióit, melyekkel mind művésztársai, mind pedig a közönség körében nagy sikere volt. Rendszeresen a Tamás Galéria időszakos kiállításain szerepelt.
A második világháborúhoz közeledve a faji üldöztetés miatt neki és családjának is bujkálni kellett, felesége és mindkét fiúgyermeke a holokauszt áldozata lett. A II. világháború után korábbi stílusjegyeit ötvözte munkáiban, egyre dekoratívabb lett. 1949 után a művészeti közéletből kirekesztve, magányban halt meg.

## Emlékezete
1971-ben rendeztek tiszteletére emlékkiállítást a Magyar Nemzeti Galériában, majd 2002-ben több mint 150 műből álló gyűjteményes kiállítását rendezték meg a Mű-Terem Galériában. Számos művét őrzi a Magyar Nemzeti Galéria.

## Művei (válogatás)
| - A művész feleségének portréja (1907) - Arcképtanulmány (1909) - Piactér (1910) - Nagybányai templom (1910) - Aktok (1912) - Három akt (1916) - Extázis (1917) - Scheiber Hugó (1918) - Csendélet sakktáblával és pipával (1920) | - Konstruktív város (1925) - Vágyakozás (1925) - Eladják a szürkét (1927) - Anya gyermekkel (1930) - Kék-sárga kompozíció (1930) - Lehajló hátakt (1934) - Gitáros lány (1935) - A nagy csendélet (1935-1938) - Feketehajú nő portréja (1938) - Csendélet vörös vázával (1939) |

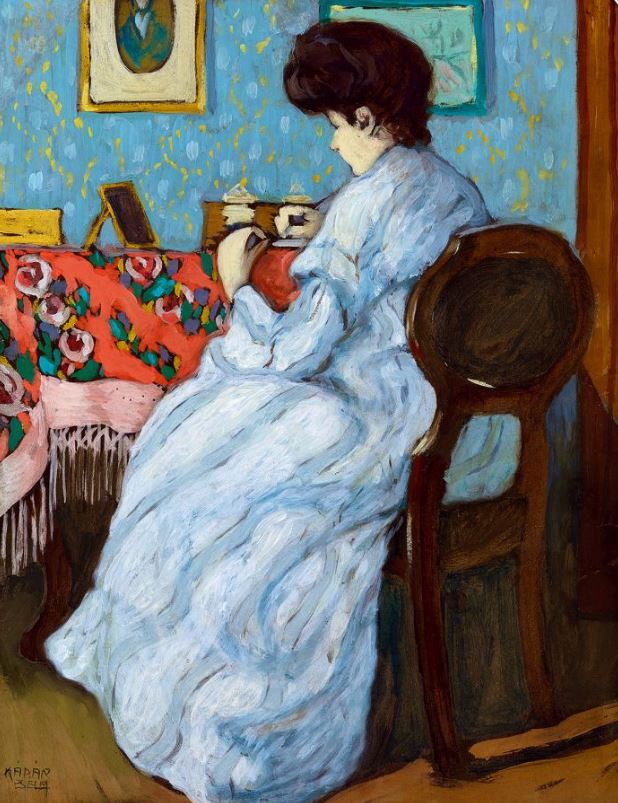

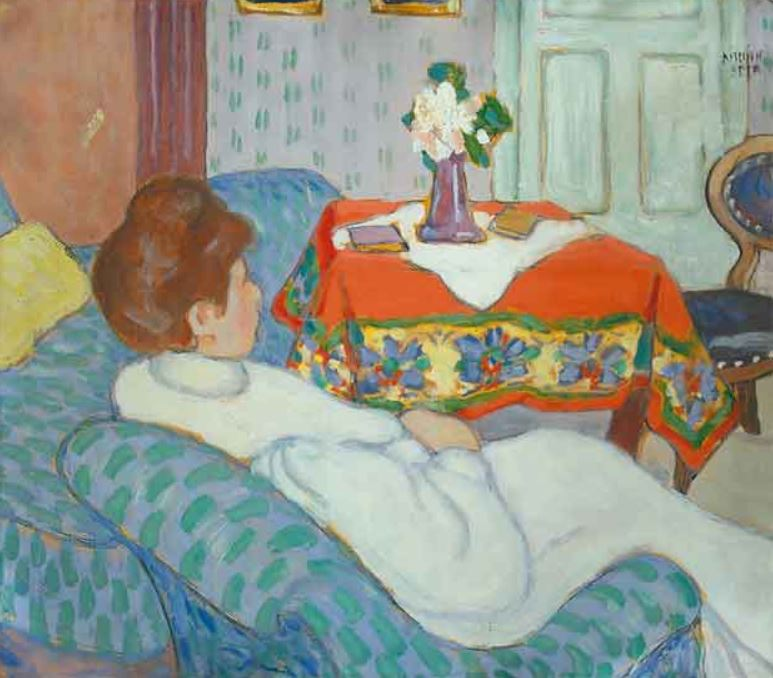

## Társasági tagság
- KUT
- UME (alelnök)

## Kötetei
- Kádár Béla: Dies irae:[8] huszonnégy tollrajz. Budapest, 1945. 57, 3 p.
- Vakarócska : karácsonyi kaland égen és földön / Koroda Miklós; Kádár Béla rajzaival. Budapest, 1945. 92 p.
- Kádár Béla - Magyar festészet Mesterei II/15.